# MSRB2
MSRB2 (англ. Methionine sulfoxide reductase B2) – білок, який кодується однойменним геном, розташованим у людей на короткому плечі 10-ї хромосоми. Довжина поліпептидного ланцюга білка становить 182 амінокислот, а молекулярна маса — 19 536.
| 10         |  | 20         |  | 30         |  | 40         |  | 50         |
| ---------- |  | ---------- |  | ---------- |  | ---------- |  | ---------- |
| MARLLWLLRG |  | LTLGTAPRRA |  | VRGQAGGGGP |  | GTGPGLGEAG |  | SLATCELPLA |
| KSEWQKKLTP |  | EQFYVTREKG |  | TEPPFSGIYL |  | NNKEAGMYHC |  | VCCDSPLFSS |
| EKKYCSGTGW |  | PSFSEAHGTS |  | GSDESHTGIL |  | RRLDTSLGSA |  | RTEVVCKQCE |
| AHLGHVFPDG |  | PGPNGQRFCI |  | NSVALKFKPR |  | KH         |  |            |

A: Аланін

C: Цистеїн

D: Аспарагінова кислота

E: Глутамінова кислота

F: Фенілаланін

G: Гліцин

H: Гістидин

I: Ізолейцин

K: Лізин

L: Лейцин

M: Метіонін

N: Аспарагін

P: Пролін

Q: Глутамін

R: Аргінін

S: Серин

T: Треонін

V: Валін

W: Триптофан

Кодований геном білок за функцією належить до оксидоредуктаз. 
Білок має сайт для зв'язування з іонами металів, іоном цинку. 
Локалізований у мітохондрії.